# Hàng không năm 1980
Đây là danh sách các sự kiện hàng không nổi bật xảy ra trong năm 1980:

## Chuyến bay đầu tiên

### Tháng 5
- 13 tháng 5 - Antonov An-3

### Tháng 6
- 20 tháng 6 - Beechcraft Commuter
- 24 tháng 6 - Microturbo Microjet 200 F-WZJF

### Tháng 7
- 12 tháng 7 - KC-10 Extender 79-0433
- 23 tháng 7 - Aérospatiale Dauphin II

### Tháng 8
- 11 tháng 8 - Learjet Longhorn 50
- 16 tháng 8 - EMBRAER Tucano 1300
- 19 tháng 8 - Boeing Vertol Model 234

### Tháng 9
- 26 tháng 9 - Shanghai Y-10

### Tháng 11
- 6 tháng 11 - Macready Solar Challenger

## Bắt đầu hoạt động

### Tháng 10
- Seri MD-80 bắt đầu phục vụ trong hàng không dân dụng.

### Tháng 11
- 13 tháng 11 - F/A-18 Hornet trong phi đội VFA-125 tại NAS Leemore.

### Tháng 12
- 26 tháng 12- Ilyushin Il-86 trong Aeroflot

[en:1980 in aviation]